# Vatulele
Vatulele es un libro de relatos escrito por José Miguel López-Frade. Publicado en Madrid en 1993 por la editorial Taller de Cuentos S.L. Contiene cinco cuentos: El camisón azul, Ella, Días de campo, Andrea y  Vatulele.

## Relatos
El Camisón Azul. La historia ocurre en Madrid, donde sin otra cosa que una bolsa azul de plástico, un peculiar hombre está a punto de emprender una aventura, la cual no tiene destino final.
Ella. Crónica que describe las ilusiones y sinsabores que ocurren en la luna de miel de unos recién casados; su paseo por Nueva York, su primer amanecer juntos y la decepción de lo creían sería un cuento de hadas.
Días de Campo. Es la historia de Raúl, un niño de 9 años emocionado por lo que será su primer día de campo. Todo parece estar listo. Su padre da el aviso a la familia y por fin llega el gran momento… este no es un día de campo cualquiera.
Andrea. Una joven recién egresada de la Facultad de Derecho y su compañero Miguel se encuentran ante lo que podría ser su primer caso a resolver: la extraña desaparición de su amiga. El principal sospechoso es la persona que ella menos imagina.
Vatulele. Una pequeña isla donde las mañanas son calurosas y las calles se inundan de comerciantes. Ramazar, el vendedor de dátiles, cuenta todas las noches de verano a los turistas fascinantes historias de su vida, dejando siempre en ellos la inquietud de saber más acerca de sus interminables aventuras.
López Frade nació en 1961 e inició su actividad literaria en 1976, año en el que con una selección de poemas obtuvo el Premio Nacional de Radio Intercontinental, en Madrid. Escribió además libros con cuentos para niños entre los que destaca "El Equipo de Fútbol de Miguel", publicado en 1995.